# Dhampire
 (octobre 2009).
Si vous disposez d'ouvrages ou d'articles de référence ou si vous connaissez des sites web de qualité traitant du thème abordé ici, merci de compléter l'article en donnant les références utiles à sa vérifiabilité et en les liant à la section « Notes et références ».
Un dhampire (souvent dhampir, d’après l’anglais, bien que le terme « francisé » ait déjà été employé par Scott Baker), ou demi-vampire, est une créature fantastique mi-humaine et mi-vampire — avec comme ancêtre un vampire vrai ou avec un ancêtre atteint de la maladie des sanguinaires transformé en vampire. En Roumanie, le dhampire est soit né d'un moroï (un type de vampire roumain) et d'un humain, soit né d'un dhampire et d'un humain (ici alors, on parle de demi-dhampires). Selon les mythes, il offre sa protection au moroï contre les strigoï, des revenants morts-vivants souvent associé à des vampires.

## Étymologie
Le mot dhampir ou dhempir est traduit de manière morphologique et phonologique par la langue albanaise où dhëmbë ou dham se traduit par « dent », et pirë ou pir par « boit ou aspire », donc dhampir ou dhempir signifie « boire avec les dents », associé au folklore de l'Europe de l'Est. Dans le reste de la région, des termes serbes tels que vampirović, vampijerović, vampirić (lampijerović en Bosnie, etc.), qui signifient littéralement « fils de vampire », sont utilisés,. Dans d'autres régions, l'enfant est nommé Dhampir, le féminin de Vampire. Dans le folklore bulgare, de nombreux termes tels que Glog (litt. « aubépine »), vampirdzhiya (« vampire » + suffixe), vampirar (« vampire » + suffixe), dzhadadzhiya et svetocher sont utilisés pour désigner les enfants et les descendants de vampires, ainsi que d'autres chasseurs de vampires spécialisés.
Toutefois, ce type d'être fantastique n'est pas toujours désigné par le même terme. Ainsi, le personnage de Blade est désigné comme un diurnambule, alors que dans le film d'animation Vampire Hunter D : Bloodlust, ils sont appelés dumpeal, prononciation et traduction japonaise de dhampir (ダムピル, damupiru).

## Origine
Dans les Balkans, la culture populaire considère que les vampires mâles sont pourvus d'un grand désir pour les femmes, et qu'un vampire revient régulièrement pour avoir des relations sexuelles avec son épouse ou avec une autre femme. Un cas de ce phénomène fut d'ailleurs enregistré en Serbie, une veuve a tenté d'imputer sa grossesse à son mari dont elle prétendait qu'il était devenu un vampire, il y eut par la suite de nombreux cas d'hommes serbes se faisant passer pour des vampires afin d'atteindre certaines femmes. Dans le folklore bulgare, les vampires sont réputés être parfois surpris à déflorer des vierges, ou s'installer dans un village en cachant leur nature de vampire, afin de se marier et d'avoir des enfants. L'activité sexuelle du vampire semble être une particularité des vampires slaves du Sud, même si cette caractéristique est également présente dans les légendes biélorusses.

## Média
Contrairement à la plupart des créatures surnaturelles connus ou aux Semi-elfes, qui sont plus ou moins leur équivalent en termes d'humanoïdes hybride/métis dans les univers d'héroïc fantasy, les dhampires sont relativement peu présents dans la culture populaire et les médias, seules quelques franchises en présentent, et ce, comme éléments centraux de leur univers. Vampire Academy, Vampire Hunter D, Blood et BloodRayne sont les franchises les plus connues mettant en scène des dhampires.

### Dans la littérature
- Dans Vampire Academy, une série de romans de la romancière américaine Richelle Mead, l'héroïne principale, Rosemarie « Rose » Hathaway, est une dhampire qui étudie le métier de gardienne à l'académie Saint-Vladimir.
- Dans la série de romans Twilight de Stephenie Meyer, l'enfant de Bella Swan et d'Edward Cullen, Renesmée Cullen, est une demi-vampire. Elle tient son statut du fait que sa mère a accouché d'elle étant humaine, et que son père était un vampire. Elle possède plusieurs caractéristiques des vampires.
- Dans la série de romans Les larmes rouges de Georgia Caldera, Cordélia est une demi-vampire née d'une mère vampire et d'un père humain.
- Dans Blood: The Last Vampire: 闇を誘う血 , Blood, la nuit des prédateurs et Blood: The Last Vampire: 上海哀儚., dérivé du film éponyme de Hiroyuki Kitakubo, l'héroïne est une demi-vampire.

### Au cinéma
- Vampire Hunter D : Chasseur de vampires de Toyoo Ashida (1985), film d'animation adapté de la série de romans du même nom de Hideyuki Kikuchi.
  - Vampire Hunter D : Bloodlust de Yoshiaki Kawajiri (2000), suite du film d'animation 1985.
- Blade de Stephen Norrington (1998), adaptation de la série de comics du même nom sur le personnage éponyme de Marvel Comics.
  - Blade 2 de Guillermo Del Toro (2002), deuxième volet de l'adaptation.
  - Blade: Trinity de David S. Goyer (2004), troisième et dernier volet de l'adaptation.
- Dans BloodRayne de Uwe Boll (2006), une adaptation de la série de jeux vidéo éponyme dont l’héroïne, Rayne, est une dhampire.
  - BloodRayne 2: Deliverance de Uwe Boll (2007), deuxième volet de l'adaptation.
  - Blood Reich de Uwe Boll (2011), troisième volet de l'adaptation.
- Dans le film L'Assistant du vampire (Cirque du Freak: The Vampire's Assistant) de Paul Weitz (2009), Darren Shan est un dhampire, même si le terme utilisé est demi-vampire.
- Vampire Academy de Mark Waters (2014), adaptation du premier roman de la série littéraire éponyme de Richelle Mead.
- Blood: The Last Vampire de Hiroyuki Kitakubo (2000). La protagoniste principale, Saya, est une demi-vampire et dernière vampire au monde.
- Blood: The Last Vampire, de Chris Nahon (2009), adaptation en live-action du précédent.
- Blood-C: The Last Dark (en), film faisant suite à la série Blood-C (en) et constituant une conclusion à cette dernière.
- Asura Girl: Blood-C Another Story, film en live-action voulue comme une préquelle de la série Blood-C, bien que le personnage principal soi une fille du nom de Ran au lieu de Saya, bien que cette dernière apparaisse malgré tout dans un rôle assez important comme pour les autres production de la franchise.
- Dans le film Hôtel Transylvanie 2 apparait le personnage de Dennys, fils de Mavis (la fille de Dracula) et Johnny (un simple humain) qui est techniquement un demi-vampire parce ses deux parents sont respectivement une vampire et un humain. Cependant, les films, notamment le second dans lequel il est introduit, le présente comme un vampire normal complet avec toutes les aptitudes de ces derniers, sans aucune relation avec son ascendance humaine.

### À la télévision
- Dans la série télévisée de Netflix Vampires, Doïna Radescu est une demi-vampire. Sa mère étant infectée du virus, elle s'est accouplée avec un mortel.

- Blood+, série télévisée et anime japonais se déroulant dans l'univers du film Blood : The Last Vampire d'Hiroyuki Kitakubo mais se situant dans une chronologie différentes.

### Dans la bande dessinée
- Dans la série de comics Blade de Marvel Comics, le héros, lui-même mi vampire mi humain, croise le chemin de dhampires.
- Dans la série de comics BloodRayne, adaptée de la série de jeux vidéo éponyme dont l’héroïne, Rayne, est une dhampire.
- Le manga, intitulé Blood: The Last Vampire 2002, adapté du film éponyme de 48 minutes d'Hiroyuki Kitakubo servant de suite à ce dernier après le jeu vidéo éponyme sur PlayStation 2.
- Les mangas Blood+ Adagio et Blood+ Yakōjōshi, bande-dessinée adapté de la série d'animation Blood+.
- Dans le manga Les Mémoires de Vanitas, ainsi que son adaptation en anime, le personnage de Dante, informateur et coéquipier de Vanitas (le second personnage principal avec Noé), est un dhampire.

### Dans le jeu vidéo
- Dans la série de jeux vidéo BloodRayne l’héroïne, Rayne, est une dhampire.
- Castlevania : Alucard qui est né de Dracula, ainsi que d'une humaine en est un exemple parfait de dhampire
- Darkstalkers : Le personnage de Donovan Baine est présenté comme undhampire chassant les vampires.
- Dans le jeu vidéo Nocturne, Svetlana Lupescu est une demi-vampire. Le jeu, fait par le même studio que celui de la franchise BloodRayne, aura également servi de précurseur et de référence pour son personnage principal, Rayne.
- Blood: The Last Vampire sur PlayStation 2, dérivé du film éponyme de 48 minutes d'Hiroyuki Kitakubo dont il constitue la suite.
- Blood+: Sōyoku no Battle Rondo et Blood+: One Night Kiss sur PlayStation 2, tout comme Blood+: Final Piece sur PSP, adaptés de la série d'animation Blood+.

### Dans le jeu de rôle
- Les Dhampirs font partie des ennemis et bestiaire de l'univers de Pathfinder, lui-même dérivé de l'univers de Donjons et Dragons.

### Sur scène
- La franchise『TRUMPシリーズ』a notamment pour protagoniste Sophie Anderson, un jeune dhampire confronté au mépris des vampires et au rejet des humains.

## Sources
- Dhampire, Scott Baker, éditions Shegers, 1982.